# نعنای اسب
نعنای اسب (نام علمی: Agastache urticifolia) نام یک گونه از خانواده نعنائیان است.